# 圣若望路 (里昂)

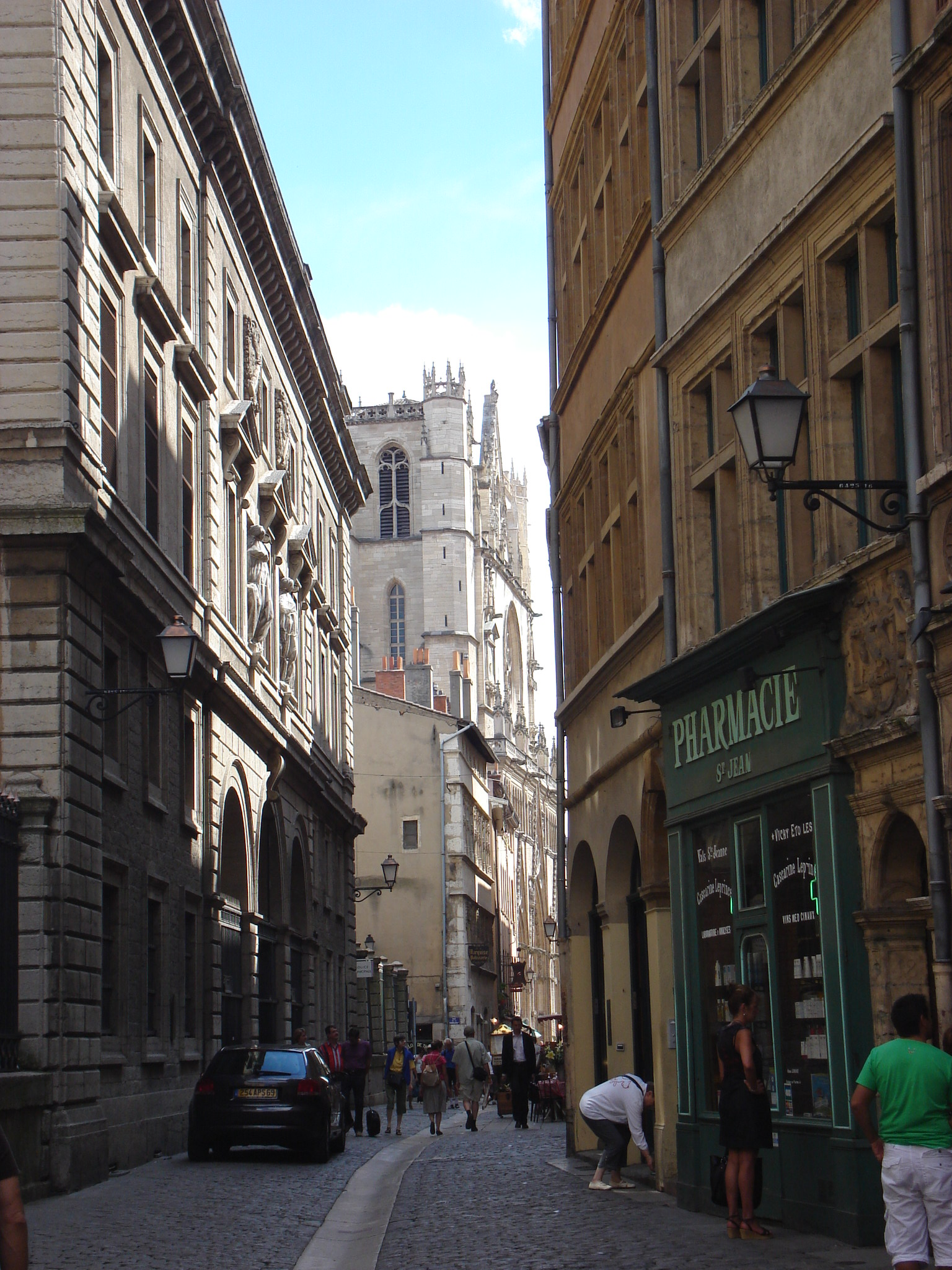
圣若望路和主教座堂

圣若望路（Rue Saint-Jean）是法国里昂的一条街道，位于里昂老城所在的里昂第五区。这是圣若望区的主要街道，也是里昂最繁忙的街道之一。这条路为南北走向，两端分别连接了交易广场（Place du Change）和圣若望广场（Place Saint-Jean）。整条路都属于联合国教科文组织世界遗产的一部分。 

## 历史
圣若望路最早可追溯到三世纪后期，位于富维耶山上的吕格杜努姆（Lugdunum）城居民由于缺乏水源衰落，居民被迫搬到山下索恩河畔，逐步建立起新的居民区，就是现在的里昂老城。 
圣若望路得名于圣若望主教座堂。历史上曾经称为皇宫路（Rue du Palais）、大路（grande rue）和弗罗克门路（rue Porte-Froc）。

### 豪宅
圣若望路两侧分布有不少文艺复兴时期的豪宅：
- 24号：洛朗桑公馆（maison Laurencin），又名大宫（Grand Palais），由英国安妮女王的财务主管克劳德洛朗桑拥有
  - 内部：环绕庭院的螺旋楼梯和拱形窗户敞廊。
- 29号：Viste公馆（maison des Le Viste）：建于15世纪[1]
- 58号：约翰盖伊（裁判官）公馆（maison de Jean Gay）
- 60号：律师公馆（maison des avocats），过去的金十字（La croix d'or）已得到全面恢复
  - 在射石炮路（rue de la Bombarde）街口，意大利文艺复兴风格的拱廊

## 串廊
这条路有很多小巷和串廊（traboule），其中许多对游客开放。最著名的是54号，穿过四个公馆，直达牛路27号。其他的串廊如下： 
- 7号：罗曼罗兰滨河路（quai Romain Rolland）
- 10号：Gadagne路（rue de Gadagne）
- 27号：三玛丽路（rue des Trois Maries）
- 34号：牛路（rue du Bœuf）
- 41号：芒德洛路（rue Mandelot）
- 40号：新圣若望广场（place Neuve Saint Jean）